# Černý led
Černý led je v pořadí druhý román amerického spisovatele detektivních knih Michaela Connellyho a také druhým ze série knih s Harrym Boschem v hlavní roli.

## Děj knihy
Na začátku knihy je v ošuntělém Hollywoodském motelu nalezeno během vánoční noci tělo Calexica Moorea, důstojníka z oddělení narkotik, a vše nasvědčuje sebevraždě. Zatímco na místo činu se sjíždějí vysoce postavení důstojníci losangeleské policie, aby uchránili své oddělení před skandálem, do vyšetřování se vkládá Harry Bosch. Stopy ho později zavedou k mexickému drogovému gangu, který operuje až za hranicemi Států.
Černý led je název fiktivní drogy vymyšlené Connellym pro tento román.